# Eduardo de Anhalt
Eduardo Jorge Guilherme Maximiliano de Anhalt (em alemão: Eduard Georg Wilhelm Maximilian von Anhalt), (18 de abril de 1861 - 13 de setembro de 1918) foi um príncipe alemão da Casa de Ascânia e o penúltimo governante do ducado de Anhalt entre abril e setembro de 1918.

## Primeiros anos

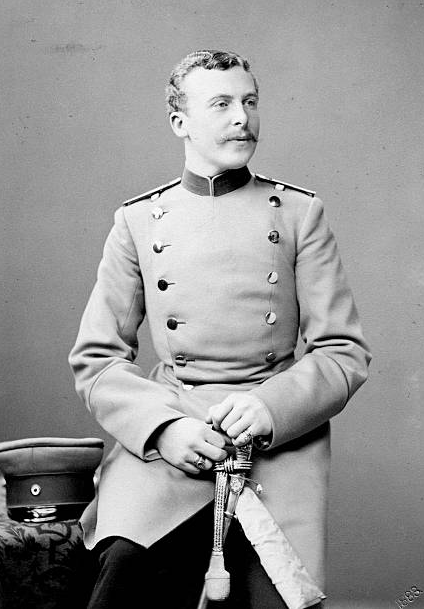
Príncipe Eduardo de Anhalt em 1883

Eduardo nasceu em Dessau, a capital do ducado, em 1861, sendo o terceiro filho do duque Frederico I de Anhalt e da sua esposa, a princesa Antónia de Saxe-Altemburgo. Uma vez que o irmão mais velho de Eduardo, Leopoldo, morreu sem deixar herdeiros varões em 1886, e o irmão seguinte, Frederico, não tinha filhos, Eduardo tornou-se herdeiro aparente e príncipe hereditário após a morte do seu pai, o duque Frederico I, em 1904.

## Reinado
Eduardo sucedeu ao seu irmão, o duque Frederico II de Anhalt, a 21 de abril de 1918, mas o seu curto reinado terminou com a sua morte a 12 de setembro do mesmo ano. Foi sucedido pelo seu filho mais velho, o príncipe Joaquim Ernesto que, por ser menor de idade, contou com o apoio de uma regência, liderada pelo seu tio e irmão mais novo de Eduardo, o príncipe Humberto.

## Casamento e descendência
O duque Eduardo casou-se com a princesa Luísa Carlota de Saxe-Altemburgo em Altemburgo no dia 6 de fevereiro de 1895. Luísa era a filha mais nova do príncipe Maurício de Saxe-Altemburgo e da sua esposa, a princesa Augusta de Saxe-Meiningen. Tiveram seis filhos antes de se divorciarem em 1918.
1. Frederica Margarida de Anhalt (11 de junho de 1896 - 18 de novembro de 1896) morreu aos cinco meses de idade.
2. Leopoldo Frederico de Anhalt (10 de fevereiro de 1897 - 26 de dezembro de 1898) morreu aos vinte-e-dois meses de idade.
3. Maria Augusta de Anhalt (10 de junho de 1898 - 22 de maio de 1983) casada com o príncipe Joaquim da Prússia, filho mais novo do kaiser Guilherme II da Alemanha; com descendência.
4. Joaquim Ernesto de Anhalt (11 de janeiro de 1901 - 18 de fevereiro de 1947), casado primeiro com Isabel Strickrodt; sem descendência. Casado depois com Editha Marwitz; com descendência.
5. Eugénio de Anhalt (17 de abril de 1903 - 2 de setembro de 1980), casado com Anastácia Jungmeier; com descendência.
6. Wolfgang de Anhalt (12 de julho de 1912 - 10 de abril de 1936), morreu aos vinte-e-três anos de idade; sem descendência.

## Genealogia
| Eduardo de Anhalt | Pai: Frederico I de Anhalt      | Avô paterno: Leopoldo IV de Anhalt-Dessau       | Bisavô paterno: Frederico, Príncipe Herdeiro de Anhalt-Dessau |
| Eduardo de Anhalt | Pai: Frederico I de Anhalt      | Avô paterno: Leopoldo IV de Anhalt-Dessau       | Bisavó paterna: Amália de Hesse-Homburgo                      |
| Eduardo de Anhalt | Pai: Frederico I de Anhalt      | Avó paterna: Frederica Guilhermina da Prússia   | Bisavô paterno: Luís Carlos da Prússia                        |
| Eduardo de Anhalt | Pai: Frederico I de Anhalt      | Avó paterna: Frederica Guilhermina da Prússia   | Bisavó paterna: Frederica de Mecklemburgo-Strelitz            |
| Eduardo de Anhalt | Mãe: Antónia de Saxe-Altemburgo | Avô materno: Eduardo de Saxe-Altemburgo         | Bisavô materno: Frederico de Saxe-Altemburgo                  |
| Eduardo de Anhalt | Mãe: Antónia de Saxe-Altemburgo | Avô materno: Eduardo de Saxe-Altemburgo         | Bisavó materna: Carlota Jorgina de Mecklemburgo-Strelitz      |
| Eduardo de Anhalt | Mãe: Antónia de Saxe-Altemburgo | Avó materna: Amélia de Hohenzollern-Sigmaringen | Bisavô materno: Carlos de Hohenzollern-Sigmaringen            |
| Eduardo de Anhalt | Mãe: Antónia de Saxe-Altemburgo | Avó materna: Amélia de Hohenzollern-Sigmaringen | Bisavó materna: Maria Antonieta Murat                         |